# Бельтран Лейва, Эктор
Э́ктор Бельтра́н Ле́йва (исп. Héctor Beltrán Leyva; 15 февраля 1965, Бадирагуато, Синалоа, Мексика — 18 ноября 2018) — мексиканский преступник, наркобарон и основатель и лидер одного из крупнейших наркокартелей Мексики «Бельтран Лейва».
Эктор Бельтран Лейва — брат погибшего Артуро Бельтрана Лейвы. Артуро являлся лидером наркокартеля. Эктор был его правой рукой и возглавил преступную организацию после смерти брата 16 декабря 2009 года в столкновении с мексиканскими морскими пехотинцами.
Госдепартамент США предлагал награду в 5 миллионов долларов за информацию, приводящую к его аресту и/или осуждению, в то время как мексиканское правительство предлагало награду в 2,1 млн долларов

## Задержание
Был арестован 1 октября 2014 года мексиканской армией.
Умер в мексиканской тюрьме 18 ноября 2018 года от сердечного приступа.